# Balkan Cup 1973/76
De Balkan Cup 1973/76 was de 11e editie van dit voetbaltoernooi. Het toernooi werd gespeeld tussen 18 april 1973 en 28 november 1976. Er waren vier deelnemende landen. In tegenstelling tot de vorige toernooien werd er dit keer in een knock-outsysteem gespeeld, met een halve finale en een finale.

## Deelnemende landen
- Bulgarije
- Griekenland
- Roemenië
- Turkije

## Wedstrijden

### Halve finale
|                                                    |                                                                               |       |                                   |                                                                                       |
| 18 april 1973 «onderlinge duels» 20:00 uur (UTC+2) | Turkije                                                                       | 5 – 2 | Bulgarije                         | İzmir Atatürkstadion, İzmir Toeschouwers: 65.000 Scheidsrechter: Nikos Zlatanos (GRE) |
| 18 april 1973 «onderlinge duels» 20:00 uur (UTC+2) | Mehmet Oğuz 5' Cemil Turan 47' Metin Kurt 49' Cemil Turan 66' Cemil Turan 86' |       | 39' Pavel Panov 56' Kiril Milanov | İzmir Atatürkstadion, İzmir Toeschouwers: 65.000 Scheidsrechter: Nikos Zlatanos (GRE) |

|                                                 | |       |                 | |
| 8 mei 1974 «onderlinge duels» 18:30 uur (UTC+2) | Bulgarije                                                                                          | 5 – 1 | Turkije         | Vasil Levski Nationaal Stadion, Sofia Toeschouwers: 25.000 Scheidsrechter: Chevorc Ghemigean (ROU) |
| 8 mei 1974 «onderlinge duels» 18:30 uur (UTC+2) | Hristo Bonev 12' Nikos Kovis 48' (e.d.) Dobromir Zhechev 67' Pavel Panov 76' Bozhidar Grigorov 79' |       | 68' Cemil Turan | Vasil Levski Nationaal Stadion, Sofia Toeschouwers: 25.000 Scheidsrechter: Chevorc Ghemigean (ROU) |

Bulgarije wint met 7–6 over twee wedstrijden en kwalificeert zich voor de finale.
|                                                  |                                                               |       |                     |                                                                                          |
| 29 mei 1974 «onderlinge duels» 20:00 uur (UTC+2) | Roemenië                                                      | 3 – 1 | Griekenland         | Stadionul 23 August, Boekarest Toeschouwers: 40.000 Scheidsrechter: Ziya Türkdoğan (TUR) |
| 29 mei 1974 «onderlinge duels» 20:00 uur (UTC+2) | Anghel Iordănescu 2' Anghel Iordănescu 32' Mircea Lucescu 85' |       | 11' Stavros Sarafis | Stadionul 23 August, Boekarest Toeschouwers: 40.000 Scheidsrechter: Ziya Türkdoğan (TUR) |

|                                                        |                     |       |                 |                                                                                          |
| 24 september 1975 «onderlinge duels» 21:00 uur (UTC+3) | Griekenland         | 1 – 1 | Roemenië        | Kaftanzogliostadion, Thessaloniki Toeschouwers: 15.000 Scheidsrechter: Miloš Čajić (YUG) |
| 24 september 1975 «onderlinge duels» 21:00 uur (UTC+3) | Stavros Sarafis 84' |       | 27' Ion Dumitru | Kaftanzogliostadion, Thessaloniki Toeschouwers: 15.000 Scheidsrechter: Miloš Čajić (YUG) |

Roemenië wint met 4–2 over twee wedstrijden en kwalificeert zich voor de finale.

### Finale
|                                                  |                    |       |          |                                                                                      |
| 12 mei 1976 «onderlinge duels» 17:30 uur (UTC+2) | Bulgarije          | 1 – 0 | Roemenië | Stadion Ivajlo, Veliko Tarnovo Toeschouwers: 30.000 Scheidsrechter: Orhan Cebe (TUR) |
| 12 mei 1976 «onderlinge duels» 17:30 uur (UTC+2) | Tsonyo Vasilev 49' |       |          | Stadion Ivajlo, Veliko Tarnovo Toeschouwers: 30.000 Scheidsrechter: Orhan Cebe (TUR) |

|                                                       |                                                       |       |                                           |                                                                                                |
| 28 november 1976 «onderlinge duels» 14:00 uur (UTC+2) | Roemenië                                              | 3 – 2 | Bulgarije                                 | Stadionul 23 August, Boekarest Toeschouwers: 40.000 Scheidsrechter: Teodoros Tsanaklidis (GRE) |
| 28 november 1976 «onderlinge duels» 14:00 uur (UTC+2) | Radu Troi 47' László Bölöni 54' Gheorghe Mulţescu 78' |       | 13' Atanas Garabski 69' Andrey Zhelyazkov | Stadionul 23 August, Boekarest Toeschouwers: 40.000 Scheidsrechter: Teodoros Tsanaklidis (GRE) |

Bulgarije wint het toernooi.